# 湖雾镇
湖雾镇是中华人民共和国浙江省温州市乐清市下辖的一个镇。
2015年12月7日，浙江省人民政府批复同意调整大荆镇管辖范围，增设湖雾镇，镇政府驻湖雾镇湖江路48号。

## 行政区划
湖雾镇下辖以下村级行政区划单位：
湖雾社区、新进村、小球村、台头村、中街村、新东村、兴上村、永丰村、三界桥村、赤砂村、里窍村、里湖村、硐岭头村、外林村、大屋村、海头村、隔溪村和定头村。